# 헬스케어혁신파크
헬스케어혁신파크 보관됨 2019-12-03 - 웨이백 머신는 2016년 4월 분당서울대학교병원이 옛 한국토지주택공사 본사 건물에 개원한 대한민국 최초의 병원 주도 융·복합 의료산업화 클러스터이다. 성남시와 성남산업진흥원이 구축한 성남 메디- 바이오 캠퍼스가 입주해 있고, 광운대학교 산학협력단 의료기기개발지원센터가 위치하고 있으며, 분당서울대학교병원과는 길이 190m의 지하터널인 "워킹갤러리"로 연결되어 있다. 여기에 최근 대한민국 최대 규모의 동물실험연구소인 지석영 의생명연구소가 개소하여, 제약·의료기기 기타 헬스케어 전 분야의 산업에 대한 전 주기 연구지원이 산·학·관·연·병 연계를 통해 이루어지고 있다. 2018년 말 기준 31개 기업이 입주하여 병원 주도의 사업화 지원 하에 약 1.2조원의 매출을 기록하고 있다.